# Usine Stellantis de Mulhouse
L'usine Stellantis de Mulhouse du groupe automobile Stellantis (ex-Groupe PSA) est un site d'assemblage (emboutissage, ferrage, peinture et montage) mais il abrite d'autres métiers de l'automobile. Il est situé sur les bans communaux de Sausheim et Rixheim à l'Île Napoléon dans la banlieue de Mulhouse.

## Histoire
Créée par Peugeot en 1962 pour fabriquer des boîtes de vitesses, l'usine a longtemps été l'un des bastions de la marque au Lion. La fabrication du premier véhicule, une Peugeot 304, date du 5 avril 1971. S'en suivront notamment l'assemblage de Peugeot 104, 205, 106, 206 et 206 CC ou la 307. 
C’est le seul site du groupe PSA dans le monde à regrouper une unité de fabrication de véhicules, une unité de fabrication d’organes mécaniques de liaisons au sol, une fonderie aluminium sous pression, et l’une des plus grandes forges d’Europe.
Du point de vue environnemental, l'établissement est certifié ISO 14001 depuis 1999, ISO 9001 depuis 2003 et ISO 50001 depuis 2012.
En juin 2014, alors qu'il produit trois modèles en exclusivité pour toute l’Europe (Citroën C4, DS 4 et Peugeot 2008), le site de Mulhouse annonce un grand projet de transformation sur la période courant jusqu'à 2020 :
- Réduction de deux à une seule ligne de fabrication à partir du 13 juin 2015[3],
- Mise en place d'une ligne modernisée permettant le monoflux, soit l'assemblage de multiples silhouettes différentes sur une unique ligne,
- Modernisation de l'environnement, en termes d'émissions sonores, de luminosité et d'assistances robotisées,
- Adaptation à la nouvelle plateforme véhicule EMP2, en vue de produire à terme 50 % des véhicules du groupe PSA (berlines, breaks et SUV),
- Investissement total de 400 millions d’euros[1].

Le 10 mars 2017, le site inaugure sa nouvelle ligne de production, dite « du futur », qui permet d'assembler jusqu'à six silhouettes différentes, à une cadence maximale de 56 véhicules à l'heure (l'objectif étant d'atteindre 60 en fin d'année). Un tel rythme doit permettre à 4 équipes d'atteindre une production de 400 000 voitures selon la demande. L'ancienne ligne reste en service jusqu'à la fin de carrière des Citroën C4 et DS 4, prévue à la mi-2018. Ensuite, le site a programmé de passer intégralement en monoflux, c'est-à-dire qu'une seule ligne restera pour assembler à la fois des Peugeot 2008 et nouvelle génération de 508 (berlines et breaks), et des DS 7 Crossback.
En parallèle, la modernisation du site se manifeste par un sol peint en blanc, une lumière amenée par des LEDs et un environnement moins bruyant. Les kits de pièces sont en outre amenés par des robots dénommés « AGV », pour « Automatic Guided Vehicles » (véhicules autoguidés). Ces différentes évolutions concernent tant les ateliers de montage (assemblage des pièces) que de ferrage (travail préalable de la tôle et soudures), et visent à réduire d'environ 1 000 € le coût unitaire de fabrication.

## Statistiques
Le site était en 2013 le 1er employeur privé d’Alsace avec environ 7 600 collaborateurs (dont 15 % de femmes). Cette année-là, il a produit 213 000 véhicules, soit 1 100 véhicules sortant quotidiennement de ses lignes. Plus de 60 % de la production se destine à l’export.
Depuis sa création, le site a produit plus de 11 millions de voitures. L’usine s’approvisionne grâce à environ 650 fournisseurs dont 209 en Alsace / Franche-Comté.

## Métiers
La mécanique avec son effectif d’environ 1000 personnes assemble toutes les pièces de liaison au sol de la plate-forme 2, en plus du train arrière électrique de la technologie HYBrid 4. 
Le Pôle Métallurgie dispose de plusieurs usines uniques dans le groupe dont une forge d’acier, une fonderie d’aluminium sous pression et un atelier d’outillage.
L’emboutissage fabrique un grand nombre de pièces en acier qui composeront les caisses en blanc de nombreux modèles du groupe.  
Le Ferrage assemble les pièces afin de constituer les caisses en blanc des futurs véhicules mulhousiens. Quelque 400 pièces sont requises pour constituer la caisse en blanc. 
La peinture s’occupe de la personnalisation de la couleur des voitures mais aussi du traitement anticorrosion et de l’étanchéité.
Le montage assemble tous les éléments, pièce et accessoires de la voiture grâce à deux lignes d’assemblage allant jusqu’à 2km de longueur. 
La Coordination de Production et Logistique gère approvisionnement en pièces de toutes natures ainsi que l’expédition des véhicules neufs dans le réseau commercial.
La Qualité s’assure que des normes qualitatives sont respectées grâce à plus de 1800 points de contrôle sur chaque véhicule. Ainsi à l’issue du contrôle qualité final, on détermine ou non si le véhicule peut être expédié dans le réseau commercial.

## Véhicules produits
- Peugeot 104 : 1972-1988, 1,2 million d’exemplaires
- Peugeot 205 : 1982-1999, 2,2 million d’exemplaires
- Peugeot 106 : 1991-1998, 2,2 million d’exemplaires
- Peugeot 206 : 1998-2009, 2,1 million d’exemplaires
  - Peugeot 206 CC : 2000-2007, 370 000 exemplaires
  - Peugeot 206 + : 2009-2014
- Peugeot 307 : 2001-2008,  900 000 exemplaires
- Citroën C4 I : 2004-2010,  850 000 exemplaires
- Peugeot 308 I : 2008-2014,  250 000 exemplaires
- Citroën C4 II : 2010-2018
- DS 4 : 2011-2018
- Peugeot 2008 I : 2013-2019 1 million d'exemplaires[4]
- DS 7 Crossback[5] : 2017-
- Peugeot 508 II[6]: 2018-
- Peugeot 308 III[7] : 2021 -

## Responsabilité sociale
Le site PSA Mulhouse est également un acteur social de 1er rang dans la région : insertion, soutien à des associations via la Fondation PSA, organisation des 10 km PSA, etc. 